# Geschützter Landschaftsbestandteil Schattbäume im Weidekamp Welschen Ennest
Der Geschützte Landschaftsbestandteil Schattbäume im Weidekamp Welschen Ennest mit einer Flächengröße von 0,36 ha liegt nördlich von Welschen Ennest im Gemeindegebiet von  Kirchhundem (Kreis Olpe). Es wurde 2020 durch den Kreistag des Kreises Olpe als Geschützter Landschaftsbestandteil (LB) mit dem Landschaftsplan  Nr. 5 Rothaarvorhöhen zwischen Olpe und Altenhundem ausgewiesen. Von 1984 bis 2020 gehörten die Flächen zum Landschaftsschutzgebiet Kreis Olpe. Der LB ist vom Landschaftsschutzgebiet Rothaarvorhöhen, Typ A umgeben.

## Gebietsbeschreibung
Im LB liegt ein lockerer Gehölzsaum aus Eichen am Rand einer Weide vor einem Fichtenwald. 
Der Landschaftsplan führt zum LB aus: „Der Gehölzsaum hebt sich optisch deutlich von dem angrenzenden Grünland und dem Fichtenwald ab und bereichert somit das Landschaftsbild.“

## Schutzzweck
Die Ausweisung erfolgt:
- „zur Sicherung und Erhaltung des Gehölzstreifens,“
- „als gliederndes und belebendes Element des Landschaftsbildes,“
- „als Verbindungselement im Sinne des Biotopverbundsystems,“
- „zur Abwehr schädlicher Einwirkungen.“[1]

## Verbote
Es wurden ein spezielles Verbot für den LB erlassen:
- „Eichen aus dem Gehölzsaum zu fällen oder zu roden, sofern sie nicht aufgrund natürlicher Ursachen abgängig sind oder akute Risiken für Weidevieh darstellen.“[1]

## Gebote
Für den LB wurde ein spezielles Gebot erlassen:
- „den langfristigen Erhalt des Gehölzstreifens durch Nachpflanzungen zu sichern.“[1]